# ورخنبورووایا
ورخنبورووایا (به لاتین: Verkhneborovaya) یک منطقهٔ مسکونی در روسیه است که در استان آمور واقع شده‌است.